# Fargo (Oklahoma)
Fargo – miasto w Stanach Zjednoczonych, w stanie Oklahoma, w hrabstwie Ellis.